# Urbit

Logo von Urbit

Urbit ist eine dezentralisierte persönliche Server-Computerplattform, die das Client-Server-Modell zugunsten eines dezentralisierten Netzwerks persönlicher Server in einem Peer-to-Peer-Netzwerk mit einer einheitlichen digitalen Identität auflösen will (Web 3.0). Die Plattform wird von der Tlon Corporation mit Hauptsitz in San Francisco verwaltet.

## Überblick
Der Urbit-Software-Stack besteht aus einer Reihe von Programmiersprachen ("Hoon", eine funktionale High-Level-Programmiersprache, und "Nock", eine kompilierte Low-Level-Sprache); einem Single-Function-Betriebssystem, das auf diesen Sprachen aufbaut ("Arvo"); einem persönlichen Adressraum, der auf der Ethereum-Blockchain aufgebaut ist, damit jede Instanz des Betriebssystems an einem dezentralen Netzwerk teilnehmen kann ("Azimuth"); und dem dezentralen Netzwerk selbst, einem verschlüsselten Peer-to-Peer-Protokoll, das auf dem User Datagram Protocol aufbaut.
Das Urbit-Routing-System besteht aus ungefähr 255 "Galaxien", 65.000 "Sternen", 4 Milliarden "Planeten" und 4,3 Billionen "Monden", die jeweils ähnlich wie Domain Name Systeme, Internetdienstanbieter, PCs und Geräte funktionieren, die mit ihnen verbunden sind.
Mitbegründer Galen Wolfe-Pauly behauptet, dass Urbit eine Allzweckfunktionalität ähnlich wie WeChat haben kann, wobei der Endnutzer jedoch Eigentümer der Daten bleibt. Über Urbit können auch Kryptowährungen empfangen werden.

## Geschichte
Die Urbit-Plattform wurde 2002 von Curtis Yarvin konzipiert. Es handelt sich um ein Open-Source-Projekt, das von der Tlon Corporation entwickelt wird, die Yarvin 2013 zusammen mit Galen Wolfe-Pauly und John Burnham, einem Thiel-Stipendiaten, gründete. Burnham verließ das Unternehmen 2014 und wurde von Yarvin wegen Betrugs verklagt. Das Unternehmen hat seit seiner Gründung eine Anschubfinanzierung von verschiedenen Investoren erhalten, vor allem von Peter Thiel, dessen Founders Fund zusammen mit der Wagniskapitalfirma Andreessen Horowitz 2013 1,1 Millionen Dollar investierte. Die Plattform wurde als "selbst für die erfahrensten Funktionsprogrammierer kompliziert" beschrieben.
Urbit OS1 wurde im April 2020 eingeführt. Es bestand aus einer App für Gruppennachrichten, einer Nachrichtentafel, einem System für Notizen und mehreren einfachen Apps wie einer Uhr und einem Wettermesser.

## Kontroverse
Yarvins öffentliche Äußerungen führten zu Kontroversen bei öffentlichen Veranstaltungen und Konferenzen im Zusammenhang mit Urbit. Yarvin hatte sich als Reaktionär bezeichnet und sich für die Abschaffung der Demokratie und die Einführung einer Monarchie ausgesprochen. Er hatte außerdem in seinem Blog geschrieben, dass es Intelligenzunterschiede zwischen ethnischen Gruppen gäbe und "manche Rassen besser für Sklaverei geeignet wären als andere". Nachdem Yarvin 2016 zur Konferenz für funktionale Programmierung LambdaConf eingeladen worden war, zogen fünf Redner und drei Sponsoren ihre Teilnahme zurück. 2015 wurde Yarvins Einladung zur Konferenz Strange Loop zurückgezogen; der Organisator der Konferenz sagte, Yarvins "bloße Einbeziehung und/oder Anwesenheit würde den Inhalt seines Vortrags überschatten".
Der Quellcode und die Entwurfsskizzen für das Projekt spielten auf einige von Yarvins Ansichten an, darunter die anfängliche Klassifizierung der Benutzer als "Lords", "Dukes" und "Earls". Yarvin und Tlon wiesen jede ideologische Verbindung mit dem Projekt zurück. Der CEO von Tlon, Galen Wolfe-Pauly, sagte, dass "das Projekt den Menschen ihre Freiheit geben solle."
Nach siebzehn Jahren Arbeit am Urbit-Projekt verließ Yarvin 2019 Tlon.